# Schroederia
Schroederia, rod zelenih algi, smješten u vlastitu porodicu Schroederiaceae, dio reda Sphaeropleales. Postoji sedam priznatih vrsta, tipična je slatkovodna alga S. setigera.

## Vrste
1. Schroederia ecsediensis Hortobágyi
2. Schroederia indica Philipose
3. Schroederia jadayi G.M.Smith
4. Schroederia nitzschioides (G.S.West) Korschikov
5. Schroederia planctonica (Skuja) Philipose
6. Schroederia setigera (Schröder) Lemmermann - tipična
7. Schroederia spiralis (Printz) Korshikov